# Aitor Sanz
Aitor Sanz Martín (Madrid, 13 settembre 1984) è un calciatore spagnolo, centrocampista del Tenerife.

## Caratteristiche tecniche
È un centrocampista centrale.